# 古薩里夫卡 (奧夫魯奇區)
51°20′55″N 29°0′56″E / 51.34861°N 29.01556°E
古薩里夫卡（烏克蘭語：Гусарівка），是烏克蘭北部的村莊，隸屬日托米爾州的科羅斯滕區。該村始建於1936年，面積0.63平方公里，海拔高度143米，2001年人口13，人口密度每平方公里20.63人。